# Marcus Jidell
Marcus Jidell (ur. 1 września 1973 w Sztokholmie) – szwedzki muzyk, kompozytor i  wokalista, multiinstrumentalista, a także producent muzyczny i inżynier dźwięku. W latach 2004–2011 występował w formacji Royal Hunt. W międzyczasie jako muzyk koncertowy współpracował z industrial metalową formacją Petera Tägtgrena - Pain. Następnie od 2010 do 2013 roku występował w prog-metalowym zespole Evergrey. W 2012 roku jako muzyk koncertowy zastąpił Larsa "Lasse" Johanssona w grupie Candlemass. Od 2013 roku występuje wraz z żoną Jennie-Ann Smith w doom metalowym zespole Avatarium.
Również w 2013 roku ukazał się debiutancki album solowy muzyka zatytułowany Pictures From A Time Traveller. Płyta trafiła do sprzedaży nakładem wytwórni muzycznej Lion Music. Wśród gości na albumie znaleźli się basista Johan Niemann, były członek grupy Therion, perkusista Hannes Van Dahl, członek Sabaton, keyboardzista André Andersen, a także żona Jidella - Jennie-Ann.

## Dyskografia
- The Ring - Tales from Midgard (2004, Scarlet Records)[7]
- Royal Hunt - Paper Blood (2005, Frontiers Records)[8]
- Royal Hunt - 2006 Live (2006, Frontiers Records)[9]
- Royal Hunt - Paradox II: Collision Course (2008, Frontiers Records)[10]
- Impulsia - Expressions (2009, Riverside Records)[11]
- Royal Hunt - X (2010, Avalon)[12]
- Alfonzetti - Here Comes The Night (2011, Aor Heaven)[13]
- Doogie White - As Yet Untitled (2011, Metal Mind Productions)[14]
- Malison Rogue - Malison Rogue (2011, Inner Wound Recordings, gościnnie)[15]
- Evergrey - Glorious Collision (2011, Steamhammer)[16]
- Hysterica - The Art of Metal (2012, Black Lodge Records, produkcja muzyczna, miksowanie, edycja cyfrowa)[17]
- Marcus Jidell - Pictures From A Time Traveller (2013, Lion Music)
- Astrakhan - Retrospective (2013, Power Prog)[18]

## Teledyski
- Marcus Jidell - "Huldra" (2013, produkcja: Steff Granström, Andreas Hillerborg)[19]